# Portugiesische Fußballnationalmannschaft der Frauen/Weltmeisterschaften
Der Artikel beinhaltet eine ausführliche Darstellung der portugiesischen Fußballnationalmannschaft der Frauen bei Weltmeisterschaften und den Qualifikationen dazu. Portugal konnte sich erstmals im Februar 2023 für eine WM-Endrunde der Frauen qualifizieren, die 2023 in Australien und Neuseeland stattfand.

## Die Nationalmannschaft bei Weltmeisterschaften

### Übersicht
| Jahr | Gastgeberland         | Teilnahme bis …    | Gegner                    | Ergebnis | Trainer        | Bemerkungen und Besonderheiten |
| ---- | --------------------- | ------------------ | ------------------------- | -------- | -------------- | --- |
| 1991 | Volksrepublik China   | nicht teilgenommen |                           |          |                | |
| 1995 | Schweden              | nicht qualifiziert |                           |          |                | In der Qualifikation an Italien und Frankreich, das sich auch nicht qualifizieren konnte, gescheitert.                                                            |
| 1999 | USA                   | nicht qualifiziert |                           |          |                | In der Qualifikation an Dänemark und Russland, das sich auch nicht qualifizieren konnte, gescheitert.                                                             |
| 2003 | USA                   | nicht qualifiziert |                           |          |                | In der Qualifikation Gruppenletzter hinter Deutschland, das dann Weltmeister wurde, sowie England und der Niederlande, die sich auch nicht qualifizieren konnten. |
| 2007 | Volksrepublik China   | nicht qualifiziert |                           |          |                | In der Qualifikation Gruppenletzter hinter Vizeweltmeister Schweden, Tschechien, Island und Belarus, von denen sich nur Schweden qualifizieren konnte.            |
| 2011 | Deutschland           | nicht qualifiziert |                           |          |                | In der Qualifikation an Italien und Finnland gescheitert, die sich auch nicht qualifizieren konnten.                                                              |
| 2015 | Kanada                | nicht qualifiziert |                           |          |                | In der Qualifikation an Norwegen und den Niederlanden gescheitert                                                                                                 |
| 2019 | Frankreich            | nicht qualifiziert |                           |          |                | In der Qualifikation an Italien und Belgien gescheitert, das sich aber auch nicht qualifizieren konnte                                                            |
| 2023 | Australien/Neuseeland | Vorrunde           | Niederlande, Vietnam, USA | 19.      | Francisco Neto | In den Interkontinentalen Play-Offs qualifiziert |

### Statistik
(Angaben inkl. 2023: Neun Weltmeisterschaften; Prozentangaben sind teilweise gerundet)
- nicht teilgenommen: einmal (11,1 %, 1991)
- nicht qualifiziert: siebenmal (77,8 %; 1995, 1999, 2003, 2007, 2011, 2015 und 2019)
- qualifiziert: einmal (11,1 %, 2023)
  - Vorrunde einmal (11,1 %, 2023)

## Die Turniere

### WM 1991 in der Volksrepublik China
An der erste WM der Frauen nahm Portugal nicht teil. Die Portugiesinnen hatten zwar bereits 1981 erste Länderspiele bestritten, nach acht Spielen in den 1980er Jahren aber bis 1993 nicht mehr gespielt.

### WM 1995 in Schweden
In der Qualifikation für die WM in Schweden, die gleichzeitig EM-Qualifikation war, traf Portugal auf Frankreich, Italien und erstmals Schottland. Nach Heimniederlagen gegen die Französinnen und Italienerinnen sowie einer Niederlage in Frankreich gelangen zwei Siege gegen die insgesamt sieglosen Schottinnen und ein Sieg in Italien, was aber nur zum dritten Platz reichte. Italien scheiterte dann als Gruppensieger im Viertelfinale an Norwegen, so dass sich keine Mannschaft der Gruppe für die WM qualifizieren konnte.

### WM 1999 in den USA
Für die dritte Weltmeisterschaft setzte die UEFA dann erstmals und bis heute einziger Kontinentalverband separate Qualifikationsspiele an. In der Qualifikation konnte sich Portugal aber nicht qualifizieren, da die Portugiesinnen hinter Dänemark und Russland wieder nur den dritten Platz vor Belgien belegten, gegen das die einzigen Siege gelangen und erstmals gespielt wurde.

### WM 2003 in den USA
Eigentlich sollte die WM 2003 wieder in der Volksrepublik China stattfinden. Wegen der SARS-Epidemie wurde das Turnier kurzfristig in die USA verlegt. Damit fand die Weltmeisterschaft zum zweiten Mal in den USA statt. In der Qualifikation hatte es Portugal erstmals mit Deutschland sowie England und der Niederlande zu tun. Nach einer 0:9-Niederlage in Deutschland wurde daheim gegen England ein 1:1 erreicht und gegen die Niederländerinnen mit 2:1 gewonnen, dann aber die restlichen Spiele verloren. Damit wurde Portugal Gruppenletzter. Gruppensieger Deutschland konnte dann in den USA den Titel gewinnen.

### WM 2007 in der Volksrepublik China
Vier Jahre später fand dann die WM doch zum zweiten Mal in der Volksrepublik China statt. In der Qualifikation traf Portugal auf Vize-Weltmeister Schweden, Tschechien, Island sowie erstmals Belarus. Die Portugiesinnen verloren alle acht Spiele und wurden wieder Gruppenletzte.

### WM 2011 in Deutschland
In der Qualifikation für die WM in Deutschland trafen die Portugiesinnen wieder auf Italien sowie Finnland, erstmals Slowenien und Armenien. Gegen die ersten beiden Mannschaften wurden alle Spiele verloren, gegen die beiden anderen Mannschaften alle Spiele gewonnen, so dass am Ende der dritte Platz herauskam. Gruppensieger Italien scheiterte letztlich in der interkontinentalen Relegation an den USA.

### WM 2015 in Kanada
In der Qualifikation konnten die Portugiesinnen in ihrer Gruppe mit Ex-Weltmeister Norwegen, erneut der Niederlande und Belgien sowie Griechenland und erstmals Albanien nur Vierter werden, da nur die Spiele gegen die beiden letzten Mannschaften gewonnen wurden. Nach den ersten drei Spielen hatte Francisco Neto das Amt des Nationaltrainers erhalten.

### WM 2019 in Frankreich
In der Qualifikation für die dritte WM in Europa trafen die Portugiesinnen wieder auf Italien und Belgien sowie auf Rumänien und erstmals die Republik Moldau. Mit drei Siegen, darunter mit einem 8:0 gegen Moldau einer ihrer höchsten Siege, zwei Remis und drei Niederlagen reichte es nur zum dritten Platz.

### WM 2023 in Australien und Neuseeland
Für die Fußball-Weltmeisterschaft der Frauen 2023 konnten sich die Portugiesinnen dann erstmals qualifizieren. Sie mussten aber den Umweg über die interkontinentalen Play-offs gehen. In der Gruppenphase trafen sie mal wieder auf Deutschland erstmals auf Serbien, Israel und Bulgarien sowie die Türkei. Die portugiesische Mannschaft begann im September 2021 mit einem 1:1 in der Türkei sowie Siegen in Israel (4:0), gegen Serbien (2:1), in Bulgarien (5:0), gegen Israel (4:0) und verlor dann gegen Deutschland auf eigenem Platz mit 1:3. Im April wurde dann auch das Rückspiel in Deutschland verloren (0:3). Da die deutsche Mannschaft drei Tage später in Serbien mit 2:3 verlor während Portugal gegen Bulgarien mit 3:0 gewann, war der Kampf um die WM-Tickets wieder offen. Bei der wegen der COVID-19-Pandemie dazwischen geschobenen EM-Endrunde in England durfte Portugal als Ersatz für die wegen des russischen Überfalls auf die Ukraine 2022 ausgeschlossene russische Mannschaft teilnehmen, konnte aber nur im ersten Spiel gegen die Schweiz einen Punkt gewinnen. Im September gewannen sowohl Deutschland als auch Portugal ihre letzten beiden Qualifikationsspiele, womit sich die deutsche Mannschaft den Gruppensieg und damit das direkte WM-Ticket sicherte, während Portugal mit einem Punkt mehr als Serbien den zweiten Platz belegte und damit für die Play-offs der Gruppenzweiten qualifiziert war. Als siebtbester Gruppenzweiter mussten die Portugiesen bereits in der ersten Runde antreten, hatten dabei aber Heimrecht und konnten sich mit 2:1 gegen Belgien durchsetzen. In der zweiten Runde hatten sie erneut Heimrecht und trafen auf Island. Da es nach 90 Minuten 1:1 stand, kam es zur Verlängerung, in der die Portugiesinnen sich mit drei weiteren Toren den Sieg sicherten. Als drittbester Gruppenzweiter der drei in den Play-offs erfolgreichen Gruppenzweiten mussten sie aber in die interkontinentalen Play-offs im Februar 2023 in Neuseeland. Hier waren sie als in der FIFA-Weltrangliste bester platzierter Teilnehmer für das Finale gesetzt. Zum Warm-up konnten sie ein Freundschaftsspiel gegen Gastgeber Neuseeland bestreiten, das mit 5:0 gewonnen wurde. Im Finale trafen sie auf Kamerun, das sich im Halbfinale mit 2:0 gegen Thailand durchgesetzt hatte. Die Portugiesinnen gingen in der 22. Minute in Führung, die bis zur 89. Minute hielt. Aber bereits eine Minute später gelang durch einen verwandelten Handelfmeter nach VAR-Entscheid der Siegtreffer.
Für die am 22. Oktober 2022 stattgefundene Auslosung waren die noch nicht qualifizierten Mannschaften Topf 4 zugeordnet. Sie konnten somit in eine Gruppe mit einem der Gastgeber Australien oder Neuseeland aber auch Titelverteidiger USA gelost werden. Die Mannschaft, die sich über Weg A qualifizieren musste, wurde der Gruppe E mit Titelverteidiger USA zugelost und spielte damit in der Gruppenphase in Neuseeland. Zugelost wurden zudem WM-Neuling Vietnam und die Niederlande. Nach einer Niederlage gegen die Niederländerinnen gelang gegen Vietnam ein 2:0-Sieg und gegen die USA ein torloses Remis, wodurch sie als Dritte aber ausschieden.

## Spiele
| Alle WM-Spiele |            |          |                         |                |   |          |                            |
| Nr.            | Datum      | Ergebnis | Gegner                  | Austragungsort |   | Anlass   | Bemerkungen                |
| 1              | 23.07.2023 | 0:1      | Niederlande             | Dunedin (NZL)  | * | Vorrunde |                            |
| 2              | 27.07.2023 | 2:0      | Vietnam                 | Hamilton (NZL) | * | Vorrunde | Erstes Spiel gegen Vietnam |
| 3              | 01.08.2023 | 0:0      | Vereinigte Staaten (TV) | Auckland (NZL) | * | Vorrunde |                            |